# اورای
در مجموعه تلویزیونی علمی-تخیلی دروازهٔ ستارگان اس‌جی-۱ اورای‌ها گروهی از آلتریان‌ها هستند (یعنی از همان نژاد باستانیان) که در کهکشانی دوردست که خاستگاه اصلی باستانیان است، باقی مانده و پس از تکامل عروج کردند.